# Finally Rich
| Recensione    | Giudizio |
| ------------- | -------- |
| Metacritic    | 62/100   |
| AllMusic      |          |
| The Guardian  |          |
| The Observer  |          |
| Pitchfork     | 7,5/10   |
| Rolling Stone |          |
| Spin          | 8/10     |
| USA Today     |          |
| XXL           |          |

Finally Rich è l'album di debutto del rapper statunitense Chief Keef, pubblicato il 18 dicembre 2012 dalle etichette discografiche Glory Boyz ed Interscope Records. L'album presenta le collaborazioni di 50 Cent, Wiz Khalifa, Lil Reese, Rick Ross, Young Jeezy, Master P, French Montana e Fat Trel.
L'album è stato supportato dai singoli di successo I Don't Like, Love Sosa e Hate Bein' Sober. L'album è stato accolto in maniera generalmente positiva da parte della critica.

## Antefatti
Finally Rich fu inizialmente programmato come mixtape, salvo poi diventare un album in studio a tutti gli effetti. L'album fu inizialmente annunciato per il 27 novembre 2012, ma fu poi posticipato fino al 18 dicembre seguente.

## Performance commerciale
L'album debuttò alla 29ª posizione della Billboard 200, vendendo nella sua prima settimana dalla pubblicazione 50 000 copie negli Stati Uniti. Al 27 marzo 2013, l'album ha venduto 152 000 copie negli Stati Uniti. Il 23 luglio 2018 l'album è stato certificato disco d'oro dalla RIAA, per aver venduto oltre 500 000 copie.

## Tracce
1. Love Sosa – 4:06 (testo: Keith Cozart, Tyree Pittman – musica: Young Chop)
2. Hallelujah – 3:02 (testo: Cozart, Pittman – musica: Young Chop)
3. I Don't Like (feat. Lil Reese) – 4:55 (testo: Cozart, Tavares Taylor, Pittman – musica: Young Chop)
4. No Tomorrow – 3:10 (testo: Cozart, Micheal Williams, Asheton Hogan – musica: Mike Will Made It, A+)
5. Hate Bein' Sober (feat. 50 Cent, Wiz Khalifa) – 4:40 (testo: Cozart, Pittman, Curtis Jackson, Cameron Thomaz – musica: Young Chop)
6. Kay Kay – 3:07 (testo: Cozart, Kevin Erondu – musica: K.E. on the Track)
7. Laughin' to the Bank – 3:47 (testo: Cozart, Brandon Sum – musica: YGOnDaBeat)
8. Diamonds (feat. French Montana) – 3:05 (testo: Cozart, Pittman, Karim Kharbouch – musica: Young Chop)
9. Ballin' – 3:38 (testo: Cozart, Kaliq Lawrence – musica: Leek E Leek)
10. Understand Me (feat. Young Jeezy) – 4:04 (testo: Cozart, Carl Dixon, Jay Jenkis – musica: Casa Di)
11. 3Hunna (feat. Rick Ross) – 3:29 (testo: Cozart, Pittman, William Roberts II – musica: Young Chop)
12. Finally Rich – 4:08 (testo: Cozart, Pittman – musica: Young Chop)

Deluxe edition (tracce bonus)
1. Citgo – 3:13 (testo: Cozart, Radoslaw Sobieraj – musica: Young Ravisu)
2. Kobe – 3:31 (testo: Cozart, Pittman – musica: Young Chop)
3. Got Them Bands – 3:24 (testo: Cozart, Sum – musica: YGOnDaBeat)

iTunes Store (tracce bonus)
1. Don't Make No Sense (feat. Master P e Fat Trel) – 4:18 (musica: Lil Keis)

Best Buy deluxe edition (tracce bonus)
1. Savage – 3:02 (testo: Cozart, Bernard Rosser, Brandon Rackley – musica: Nard & B)
2. Don't Know Dem – 4:00 (testo: Cozart, Pittman – musica: Young Chop)

## Formazione
Crediti adattati da AllMusic.
- Chief Keef – voce
- 50 Cent – voce aggiuntiva
- A+ – produzione
- Ray Alba – pubblicità
- Gretchen Anderson – produzione
- Chris Bellman – mastering
- Nathalie Besharat – A&R
- Chris Cheney – ingegneria, missaggio
- Kevin "KD" Davis – missaggio
- Casa Di – produzione
- Kevin Erondu – produzione
- Kevin "KE On The Track" Erondu – produzione
- Jeff Forney – fotografia
- French Montana – voce aggiuntiva
- Alicia Graham – A&R
- James Hunt – ingegneria
- Larry Jackson – produttore esecutivo
- Tiffany Johnson – marketing
- Leek E Leek – produzione
- Lil Reese – voce aggiuntiva
- Rovaun P. Manuel – produttore esecutivo
- Justine Massa – coordinatore creativo
- Alex Ortiz – ingegneria
- Peeda Pan – management
- Will Ragland – direzione artistica, design
- W. Roberts – compositore
- Rick Ross – voce aggiuntiva
- Daniel Shea – fotografia
- Mike Snodgress – coordinatore marketing
- Mike Will Made It – produzione
- Wiz Khalifa – voce aggiuntiva
- Young Chop – ingegneria, produttore esecutivo, produzione
- Young Jeezy – voce aggiuntiva

## Classifiche
| Classifica (2012)         | Posizione massima |
| ------------------------- | ----------------- |
| Stati Uniti               | 29                |
| Stati Uniti (R&B/Hip-Hop) | 5                 |
| Stati Uniti (Rap)         | 2                 |